# Arrivals & Departures
Arrivals & Departures – trzeci album studyjny kanadyjskiej grupy Silverstein, wydany 3 lipca 2007 nakładem Victory Records. 

## Utwory
| 1.  | „Sound of the Sun”              | 3:19  |
|     |                                 |       |
| 2.  | „Bodies and Words”              | 3:13  |
|     |                                 |       |
| 3.  | „If You Could See into My Soul” | 3:59  |
|     |                                 |       |
| 4.  | „World's Apart”                 | 4:06  |
|     |                                 |       |
| 5.  | „My Disaster”                   | 3:48  |
|     |                                 |       |
| 6.  | „Still Dreaming”                | 3:55  |
|     |                                 |       |
| 7.  | „The Sand Will Turn to Glass”   | 2:52  |
|     |                                 |       |
| 8.  | „Here Today, Gone Tomorrow”     | 3:33  |
|     |                                 |       |
| 9.  | „Vanity and Greed”              | 3:59  |
|     |                                 |       |
| 10. | „Love with Caution”             | 3:27  |
|     |                                 |       |
| 11. | „True Romance”                  | 5:50  |
|     |                                 |       |
|     |                                 | 42:01 |
|     |                                 |       |
Utwory bonusowe
| 1. | „Rain Will Fall” | 3:26  |
|    |                  |       |
| 2. | „Falling Down”   | 3:14  |
|    |                  |       |
|    |                  | 06:40 |
|    |                  |       |

## Twórcy
Skład zespołu
- Shane Told – śpiew, dodatkowa gitara, muzyka utwórów 1, 2, 4, 7, teksty utworów 1-5, 7-9, 11, produkcja utworów 12 i 13
- Josh Bradford – gitara rytmiczna, muzyka utwórów 8, 10, 11, tekst utworu 11
- Neil Boshart – gitara prowadząca, muzyka utwórów 3, 5, 6, 9, tekst utworu 6
- Paul Koehler – perkusja
- Billy Hamilton – gitara basowa

Inni zaangażowani
- Martin Wittfooth – oprawa graficzna
- Carlos De La Garza – dodatkowy inżynier
- Dave Colvin, Sara Killion – asystenci inżyniera
- Brian Gardner – mastering
- Scott Komer – inżynieria utworów 12 i 13
- Cameron Webb – miksowanie utworów 12 i 13
- Doublej – układ
- Tyler Clinton – fotografie
- Mark Trombino – produkcja, miksowanie, inżynieria, dodatkowa perkusja
- Mike Fasano – techniczny perkusji

## Opis
Album promowały teledyski do utworów „If You Could See Into My Soul” (2007, reż. Endeavor Media), „Still Dreaming” (2008, reż. Stephen Scott).
Album zadebiutował na 25 pozycji na U.S. Billboard 200, sprzedając około 27 000 egzemplarzy albumu w pierwszym tygodniu.
W 2020 Shane Told umieścił album na ostatnim 10. miejscu w rankingu płyt grupy zwracając uwagę na jego rozczarowujący efekt sesji nagraniowej.